# Brunon Błędzki
Brunon Stefan Błędzki (ur. 2 listopada 1899 w Tereszewie k. Brodnicy, zm. 23–24 kwietnia 1940 w Katyniu) – kapitan broni pancernych Wojska Polskiego, ofiara zbrodni katyńskiej.

## Życiorys
Syn Jana Michała, nauczyciela z Torunia i Marii z Szydzików, siostry księdza infuata Józefa Szydzika, urodzony w Tereszewie. Był bratem Heleny Anny, Agnieszki Betlejewskiej, Ireny Pozorskiej, Józefa Romana i Marii Magdaleny. Żonaty ze Stefanią z Osieckich z Nakła, zamordowaną przez Niemców w Ravensbrück.
Członek tajnego Towarzystwa Filaretów w Gdańsku, gdzie w lasach oliwskich prowadził szkolenie wojskowe. Ukończył Szkołę Podchorążych w Toruniu.
Uczestnik I wojny światowej, na froncie francuskim (ciężko ranny), uczestnik walk w powstaniu wielkopolskim 1918–1919 i wojny polsko-bolszewickiej 1919–1920 w 2 batalionie 1 pułku czołgów, który po wojnie polsko-bolszewickiej trafił z Białegostoku, przez Kraków, do Żurawicy. Pełniąc służbę w 1 pułku czołgów pozostawał na ewidencji 63 pułku piechoty w Toruniu. Porucznik ze starszeństwem z dniem 1 czerwca 1921. Z dniem 1 lipca 1931 został przeniesiony z 1 pułku czołgów do 1 pułku pancernego w Poznaniu. Od grudnia 1933, po rozformowaniu pułku, pełnił służbę w 1 batalionie czołgów i samochodów pancernych w Poznaniu. W grudniu 1934 otrzymał przydział do wydzielonej kompanii czołgów 4 batalionu czołgów i samochodów pancernych stacjonującej w garnizonie Wilno. Następnie został przeniesiony do kadry 3 dywizjonu samochodowego w Grodnie. 27 czerwca 1935 został awansowany na kapitana ze starszeństwem z dniem 1 stycznia 1935 i 23. lokatą w korpusie oficerów piechoty. W okresie od 1 sierpnia 1935 do 31 stycznia 1936 był delegowany do Dowództwa Broni Pancernych w Warszawie. W 1937 został przeniesiony do korpusu oficerów broni pancernej, grupa liniowa. W marcu 1939 pełnił służbę w 7 batalionie pancernym w Grodnie na stanowisku dowódcy kompanii szkolnej. 

W sierpniu 1939, w czasie mobilizacji alarmowej, objął dowództwo 31 dywizjonu pancernego. Na czele tego pododdziału, który wchodził w skład Suwalskiej Brygady Kawalerii, walczył w kampanii wrześniowej. Po agresji ZSRR na Polskę, w nieznanych okolicznościach dostał się do niewoli sowieckiej. Osadzono go w obozie jenieckim w Kozielsku. 23 lub 24 kwietnia 1940 został zamordowany przez funkcjonariuszy NKWD w Katyniu i tam pogrzebany w bezimiennej mogile zbiorowej, gdzie od 28 lipca 2000 mieści się oficjalnie Polski Cmentarz Wojenny w Katyniu. W miejscu tym prowadzone były ekshumacje i prace archeologiczne. W 1943 jego ciało zostało zidentyfikowane w toku ekshumacji prowadzonych przez Niemców pod numerem 853 (opisany jako Błecki Brunon), a przy zwłokach znaleziono: 1 kartę szczepienia, 1 telegram oraz pół koperty. Figuruje na liście wywózkowej 040/3 z 20 kwietnia 1940.
5 października 2007 minister obrony narodowej Aleksander Szczygło mianował go pośmiertnie na stopień majora. Awans został ogłoszony 9 listopada 2007 w Warszawie, w trakcie uroczystości „Katyń Pamiętamy – Uczcijmy Pamięć Bohaterów”. Przekaz rodzinny głosi, że został awansowany na stopień majora we wrześniu 1939 roku, ale rozkaz przyszedł po jego wymarszu z Grodna na front i nie został mu wręczony i wykonany [infrmacja od bratanka dr Leszka A. Błędzkiego].

## Ordery i odznaczenia
- Srebrny Krzyż Zasługi (19 marca 1937)[26]
- Medal Pamiątkowy za Wojnę 1918–1921[27]
- Medal Dziesięciolecia Odzyskanej Niepodległości[2]

## Upamiętnienie
Na ścianie katyńskiej upamiętniającej toruńczyków zamordowanych w Katyniu, która umiejscowiona jest w lewej nawie kościoła św. Ducha w Toruniu, m.in. znajduje się tablica z  jego nazwiskiem. Tablica ta została ufundowana przez Toruńską Rodzinę Katyńską, do której należał jego bratanek, dr Leszek A. Błędzki.